# Kvalomgångarna i Copa Libertadores 2017
Kvalomgångarna i Copa Libertadores 2017 spelades mellan den 23 januari och 23 februari 2017. 19 lag tävlade om fyra platser i Copa Libertadores gruppspel. Dem fyra lagen som gick vidare till gruppspelet var Atlético Paranaense, Botafogo (båda från Brasilien), The Strongest (från Bolivia) och Atlético Tucumán (från Argentina)

## Matcher

### Första omgången
| Första kvalomgången – 6 deltagande klubblag | Första kvalomgången – 6 deltagande klubblag | Första kvalomgången – 6 deltagande klubblag | Första kvalomgången – 6 deltagande klubblag | Första kvalomgången – 6 deltagande klubblag |
| ------------------------------------------- | ------------------------------------------- | ------------------------------------------- | ------------------------------------------- | ------------------------------------------- |
| Lag 1                                       | Totalt                                      | Lag 2                                       | Möte 1                                      | Möte 2                                      |
| Universitario                               | 5–7                                         | Montevideo Wanderers                        | 3–2                                         | 2–5                                         |
| Deportivo Municipal                         | 2–3                                         | Independiente del Valle                     | 0–1                                         | 2–2                                         |
| Deportivo Capiatá                           | 1–0                                         | Deportivo Táchira                           | 1–0                                         | 0–0                                         |

#### Match E1; Universitario mot Montevideo Wanerers
|             | 23 januari 2017 | Universitario                                                   | 3 – 2           | Montevideo Wanderers                   | Estadio Olímpico Patria                                |                                                        |
| 18:00 UTC−4 | 18:00 UTC−4     | Víctor Hugo Melgar 18′ Alexis Bravo 27′ (str.) Aldo Velasco 65′ | (2 – 1) Rapport | 5′ Sergio Blanco 77′ Cristian Palacios | Sucre Publik: 20 000 Domare: Ulises Mereles (Paraguay) | Sucre Publik: 20 000 Domare: Ulises Mereles (Paraguay) |
| 18:00 UTC−4 | 18:00 UTC−4     |                                                                 |                 |                                        | Sucre Publik: 20 000 Domare: Ulises Mereles (Paraguay) | Sucre Publik: 20 000 Domare: Ulises Mereles (Paraguay) |
| 18:00 UTC−4 | 18:00 UTC−4     |                                                                 |                 |                                        | Sucre Publik: 20 000 Domare: Ulises Mereles (Paraguay) | Sucre Publik: 20 000 Domare: Ulises Mereles (Paraguay) |

|             | 27 januari 2017 | Montevideo Wanderers                                                                   | 5 – 2           | Universitario                                 | Estadio Centenario                                       |                                                          |
| 17:30 UTC−5 | 17:30 UTC−5     | Sergio Blanco 7′, 53′ (str.) Matías Santos 20′ Diego Barboza 74′ Cristian Palacios 88′ | (2 – 1) Rapport | 43′ Alejandro Quintana 59′ Aníbal Domeneghini | Montevideo Publik: 2 000 Domare: José Argote (Venezuela) | Montevideo Publik: 2 000 Domare: José Argote (Venezuela) |
| 17:30 UTC−5 | 17:30 UTC−5     |                                                                                        |                 |                                               | Montevideo Publik: 2 000 Domare: José Argote (Venezuela) | Montevideo Publik: 2 000 Domare: José Argote (Venezuela) |
| 17:30 UTC−5 | 17:30 UTC−5     |                                                                                        |                 |                                               | Montevideo Publik: 2 000 Domare: José Argote (Venezuela) | Montevideo Publik: 2 000 Domare: José Argote (Venezuela) |

Montevideo Wanderers avancerade till andra omgången med det ackumulerade slutresultatet 7–5.

#### Match E2; Deportivo Municipal mot Independiente del Valle
|             | 23 januari 2017 | Deportivo Municipal | 0 – 1           | Independiente del Valle | Estadio Nacional del Perú                          |                                                    |
| 19:15 UTC−5 | 19:15 UTC−5     |                     | (0 – 1) Rapport | 9′ Michael Estrada      | Lima Publik: 15 000 Domare: Patricio Polic (Chile) | Lima Publik: 15 000 Domare: Patricio Polic (Chile) |
| 19:15 UTC−5 | 19:15 UTC−5     |                     |                 |                         | Lima Publik: 15 000 Domare: Patricio Polic (Chile) | Lima Publik: 15 000 Domare: Patricio Polic (Chile) |
| 19:15 UTC−5 | 19:15 UTC−5     |                     |                 |                         | Lima Publik: 15 000 Domare: Patricio Polic (Chile) | Lima Publik: 15 000 Domare: Patricio Polic (Chile) |

|             | 27 januari 2017 | Independiente del Valle                  | 2 – 2           | Deportivo Municipal                 | Estadio Rumiñahui                                           |                                                             |
| 19:15 UTC−5 | 19:15 UTC−5     | Michael Estrada 62′ Gabriel Cortez 90+3′ | (0 – 1) Rapport | 19′ Sergio Moreno 75′ Pier Larrauri | Sangolquí Publik: 5 000 Domare: Wilson Lamouroux (Colombia) | Sangolquí Publik: 5 000 Domare: Wilson Lamouroux (Colombia) |
| 19:15 UTC−5 | 19:15 UTC−5     |                                          |                 |                                     | Sangolquí Publik: 5 000 Domare: Wilson Lamouroux (Colombia) | Sangolquí Publik: 5 000 Domare: Wilson Lamouroux (Colombia) |
| 19:15 UTC−5 | 19:15 UTC−5     |                                          |                 |                                     | Sangolquí Publik: 5 000 Domare: Wilson Lamouroux (Colombia) | Sangolquí Publik: 5 000 Domare: Wilson Lamouroux (Colombia) |

Independiente del Valle avancerade till andra omgången med det ackumulerade slutresultatet 3–2.

#### Match E3; Deportivo Capiatá mot Deportivo Táchira
|             | 23 januari 2017 | Deportivo Capiatá  | 1 – 0           | Deportivo Táchira | Estadio Lic. Erico Galeano Segovia                            |                                                               |
| 19:15 UTC−3 | 19:15 UTC−3     | Hugo Lusardi 45+1′ | (1 – 0) Rapport |                   | Capiatá Publik: 12 000 Domare: Fernando Rapallini (Argentina) | Capiatá Publik: 12 000 Domare: Fernando Rapallini (Argentina) |
| 19:15 UTC−3 | 19:15 UTC−3     |                    |                 |                   | Capiatá Publik: 12 000 Domare: Fernando Rapallini (Argentina) | Capiatá Publik: 12 000 Domare: Fernando Rapallini (Argentina) |
| 19:15 UTC−3 | 19:15 UTC−3     |                    |                 |                   | Capiatá Publik: 12 000 Domare: Fernando Rapallini (Argentina) | Capiatá Publik: 12 000 Domare: Fernando Rapallini (Argentina) |

|             | 27 januari 2017 | Deportivo Táchira | 0 – 0           | Deportivo Capiatá | Estadio Polideportivo de Pueblo Nuevo                           |                                                                 |
| 20:45 UTC−4 | 20:45 UTC−4     |                   | (0 – 0) Rapport |                   | San Cristóbal Publik: 25 000 Domare: Wilton Sampaio (Brasilien) | San Cristóbal Publik: 25 000 Domare: Wilton Sampaio (Brasilien) |
| 20:45 UTC−4 | 20:45 UTC−4     |                   |                 |                   | San Cristóbal Publik: 25 000 Domare: Wilton Sampaio (Brasilien) | San Cristóbal Publik: 25 000 Domare: Wilton Sampaio (Brasilien) |
| 20:45 UTC−4 | 20:45 UTC−4     |                   |                 |                   | San Cristóbal Publik: 25 000 Domare: Wilton Sampaio (Brasilien) | San Cristóbal Publik: 25 000 Domare: Wilton Sampaio (Brasilien) |

Deportivo Capiatá avancerade till andra omgången med det ackumulerade slutresultatet 1–0.

### Andra omgången
| Andra kvalomgången – 16 deltagande klubblag | Andra kvalomgången – 16 deltagande klubblag | Andra kvalomgången – 16 deltagande klubblag | Andra kvalomgången – 16 deltagande klubblag | Andra kvalomgången – 16 deltagande klubblag |
| ------------------------------------------- | ------------------------------------------- | ------------------------------------------- | ------------------------------------------- | ------------------------------------------- |
| Lag 1                                       | Totalt                                      | Lag 2                                       | Möte 1                                      | Möte 2                                      |
| Atlético Paranaense                         | 1–1 (4–2 str.)                              | Millonarios                                 | 1–0                                         | 0–1                                         |
| Botafogo                                    | 3–2                                         | Colo-Colo                                   | 2–1                                         | 1–1                                         |
| Cerro                                       | 2–5                                         | Unión Española                              | 2–3                                         | 0–2                                         |
| Carabobo                                    | 0–4                                         | Junior                                      | 0–1                                         | 0–3                                         |
| Atlético Tucumán                            | 3–2                                         | Nacional                                    | 2–2                                         | 1–0                                         |
| Montevideo Wanderers                        | 0–6                                         | The Strongest                               | 0–2                                         | 0–4                                         |
| Independiente del Valle                     | 2–3                                         | Olimpia                                     | 1–0                                         | 1–3                                         |
| Deportivo Capiatá                           | 4–3                                         | Universitario                               | 1–3                                         | 3–0                                         |

#### Match C1; Atlético Paranaense mot Millonarios
|             | 1 februari 2017 | Atlético Paranaense | 1 – 0           | Millonarios | Arena da Baixada                                           |                                                            |
| 21:45 UTC−2 | 21:45 UTC−2     | Grafite 53′ (str.)  | (0 – 0) Rapport |             | Curitiba Publik: 23 600 Domare: Germán Delfino (Argentina) | Curitiba Publik: 23 600 Domare: Germán Delfino (Argentina) |
| 21:45 UTC−2 | 21:45 UTC−2     |                     |                 |             | Curitiba Publik: 23 600 Domare: Germán Delfino (Argentina) | Curitiba Publik: 23 600 Domare: Germán Delfino (Argentina) |
| 21:45 UTC−2 | 21:45 UTC−2     |                     |                 |             | Curitiba Publik: 23 600 Domare: Germán Delfino (Argentina) | Curitiba Publik: 23 600 Domare: Germán Delfino (Argentina) |

|             | 8 februari 2017 | Millonarios                                                   | 1 – 0                      | Atlético Paranaense                                        | Estadio El Campín                                    |                                                      |
| 18:45 UTC−5 | 18:45 UTC−5     | Jhon Duque 58′                                                | (0 – 0) Rapport            |                                                            | Bogotá Publik: 24 210 Domare: Julio Bascuñán (Chile) | Bogotá Publik: 24 210 Domare: Julio Bascuñán (Chile) |
| 18:45 UTC−5 | 18:45 UTC−5     |                                                               |                            |                                                            | Bogotá Publik: 24 210 Domare: Julio Bascuñán (Chile) | Bogotá Publik: 24 210 Domare: Julio Bascuñán (Chile) |
| 18:45 UTC−5 | 18:45 UTC−5     | Ayron del Valle Pedro Franco Andrés Cadavid Maximiliano Núñez | Straffsparksläggning 2 – 4 | Jonathan Moreira Grafite Carlos Alberto Gomes Felipe Gedoz | Bogotá Publik: 24 210 Domare: Julio Bascuñán (Chile) | Bogotá Publik: 24 210 Domare: Julio Bascuñán (Chile) |

Atlético Paranaense avancerade till tredje omgången efter straffsparksläggning.

#### Match C2; Botafgo mot Colo-Colo
|             | 1 februari 2017 | Botafgo                                            | 2 – 1           | Colo-Colo           | Estádio Olímpico João Havelange                             |                                                             |
| 21:45 UTC−2 | 21:45 UTC−2     | Airton Ribeiro Santos 29′ Esteban Pavez 40′ (sjm.) | (2 – 0) Rapport | 50′ Esteban Paredes | Rio de Janeiro Publik: 40 000 Domare: Juan Soto (Venezuela) | Rio de Janeiro Publik: 40 000 Domare: Juan Soto (Venezuela) |
| 21:45 UTC−2 | 21:45 UTC−2     |                                                    |                 |                     | Rio de Janeiro Publik: 40 000 Domare: Juan Soto (Venezuela) | Rio de Janeiro Publik: 40 000 Domare: Juan Soto (Venezuela) |
| 21:45 UTC−2 | 21:45 UTC−2     |                                                    |                 |                     | Rio de Janeiro Publik: 40 000 Domare: Juan Soto (Venezuela) | Rio de Janeiro Publik: 40 000 Domare: Juan Soto (Venezuela) |

|             | 8 februari 2017 | Colo-Colo                             | 1 – 1           | Botafgo            | Estadio Monumental David Arellano                            |                                                              |
| 20:45 UTC−3 | 20:45 UTC−3     | Emerson dos Santos da Silva 2′ (sjm.) | (1 – 0) Rapport | 80′ Rodrigo Pimpão | Santiago Publik: 42 000 Domare: Patricio Loustau (Argentina) | Santiago Publik: 42 000 Domare: Patricio Loustau (Argentina) |
| 20:45 UTC−3 | 20:45 UTC−3     |                                       |                 |                    | Santiago Publik: 42 000 Domare: Patricio Loustau (Argentina) | Santiago Publik: 42 000 Domare: Patricio Loustau (Argentina) |
| 20:45 UTC−3 | 20:45 UTC−3     |                                       |                 |                    | Santiago Publik: 42 000 Domare: Patricio Loustau (Argentina) | Santiago Publik: 42 000 Domare: Patricio Loustau (Argentina) |

Botafogo avancerade till tredje omgången med det ackumulerade slutresultatet 3–2.

#### Match C3; Cerro mot Unión Española
|             | 31 januari 2017 | Cerro                                     | 2 – 3           | Unión Española                                          | Estadio Luis Tróccoli                                                 |                                                                       |
| 20:00 UTC−3 | 20:00 UTC−3     | Richard Pellejero 41′ Ángelo Pizzorno 76′ | (1 – 2) Rapport | 35′ Diego Churín 45+1′ Carlos Salom 88′ Sebastián Jaime | Montevideo Publik: 12 000 Domare: Luiz Flávio de Oliveira (Brasilien) | Montevideo Publik: 12 000 Domare: Luiz Flávio de Oliveira (Brasilien) |
| 20:00 UTC−3 | 20:00 UTC−3     |                                           |                 |                                                         | Montevideo Publik: 12 000 Domare: Luiz Flávio de Oliveira (Brasilien) | Montevideo Publik: 12 000 Domare: Luiz Flávio de Oliveira (Brasilien) |
| 20:00 UTC−3 | 20:00 UTC−3     |                                           |                 |                                                         | Montevideo Publik: 12 000 Domare: Luiz Flávio de Oliveira (Brasilien) | Montevideo Publik: 12 000 Domare: Luiz Flávio de Oliveira (Brasilien) |

|             | 7 februari 2017 | Unión Española                        | 2 – 0           | Cerro | Estadio Santa Laura-Universidad SEK                           |                                                               |
| 21:15 UTC−3 | 21:15 UTC−3     | Jorge Ampuero 34′ Sebastián Jaime 72′ | (1 – 0) Rapport |       | Independencia Publik: 15 000 Domare: Sandro Ricci (Brasilien) | Independencia Publik: 15 000 Domare: Sandro Ricci (Brasilien) |
| 21:15 UTC−3 | 21:15 UTC−3     |                                       |                 |       | Independencia Publik: 15 000 Domare: Sandro Ricci (Brasilien) | Independencia Publik: 15 000 Domare: Sandro Ricci (Brasilien) |
| 21:15 UTC−3 | 21:15 UTC−3     |                                       |                 |       | Independencia Publik: 15 000 Domare: Sandro Ricci (Brasilien) | Independencia Publik: 15 000 Domare: Sandro Ricci (Brasilien) |

Unión Española avancerade till tredje omgången med det ackumulerade slutresultatet 5–2.

#### Match C4; Carabobo mot Junior
|             | 31 januari 2017 | Carabobo | 0 – 1           | Junior              | Estadio Misael Delgado                                |                                                       |
| 20:15 UTC−4 | 20:15 UTC−4     |          | (0 – 1) Rapport | 31′ Robinson Aponzá | Valencia Publik: 10 000 Domare: Raúl Orosco (Bolivia) | Valencia Publik: 10 000 Domare: Raúl Orosco (Bolivia) |
| 20:15 UTC−4 | 20:15 UTC−4     |          |                 |                     | Valencia Publik: 10 000 Domare: Raúl Orosco (Bolivia) | Valencia Publik: 10 000 Domare: Raúl Orosco (Bolivia) |
| 20:15 UTC−4 | 20:15 UTC−4     |          |                 |                     | Valencia Publik: 10 000 Domare: Raúl Orosco (Bolivia) | Valencia Publik: 10 000 Domare: Raúl Orosco (Bolivia) |

|             | 7 februari 2017 | Junior                                                     | 3 – 0           | Carabobo | Estadio Jaime Morón León                                   |                                                            |
| 19:00 UTC−5 | 19:00 UTC−5     | Roberto Ovelar 16′ Jonathan Estrada 40′ Michael Rangel 79′ | (2 – 0) Rapport |          | Cartagena Publik: 5 340 Domare: Enrique Cáceres (Paraguay) | Cartagena Publik: 5 340 Domare: Enrique Cáceres (Paraguay) |
| 19:00 UTC−5 | 19:00 UTC−5     |                                                            |                 |          | Cartagena Publik: 5 340 Domare: Enrique Cáceres (Paraguay) | Cartagena Publik: 5 340 Domare: Enrique Cáceres (Paraguay) |
| 19:00 UTC−5 | 19:00 UTC−5     |                                                            |                 |          | Cartagena Publik: 5 340 Domare: Enrique Cáceres (Paraguay) | Cartagena Publik: 5 340 Domare: Enrique Cáceres (Paraguay) |

Junior avancerade till tredje omgången med det ackumulerade slutresultatet 4–0.

#### Match C5; Atlético Tucumán mot Nacional
|             | 31 januari 2017 | Atlético Tucumán                       | 2 – 2           | Nacional                           | Estadio Monumental José Fierro                             |                                                            |
| 22:00 UTC−3 | 22:00 UTC−3     | Fernando Zampedri 2′ David Barbona 77′ | (1 – 1) Rapport | 39′ Félix Borja 83′ Bryan de Jesús | Tucumán Publik: 30 000 Domare: Ricardo Marques (Brasilien) | Tucumán Publik: 30 000 Domare: Ricardo Marques (Brasilien) |
| 22:00 UTC−3 | 22:00 UTC−3     |                                        |                 |                                    | Tucumán Publik: 30 000 Domare: Ricardo Marques (Brasilien) | Tucumán Publik: 30 000 Domare: Ricardo Marques (Brasilien) |
| 22:00 UTC−3 | 22:00 UTC−3     |                                        |                 |                                    | Tucumán Publik: 30 000 Domare: Ricardo Marques (Brasilien) | Tucumán Publik: 30 000 Domare: Ricardo Marques (Brasilien) |

|             | 7 februari 2017 | Nacional | 0 – 1           | Atlético Tucumán      | Estadio Olímpico Atahualpa                          |                                                     |
| 20:40 UTC−5 | 20:40 UTC−5     |          | (0 – 0) Rapport | 63′ Fernando Zampedri | Quito Publik: 24 000 Domare: Andrés Cunha (Uruguay) | Quito Publik: 24 000 Domare: Andrés Cunha (Uruguay) |
| 20:40 UTC−5 | 20:40 UTC−5     |          |                 |                       | Quito Publik: 24 000 Domare: Andrés Cunha (Uruguay) | Quito Publik: 24 000 Domare: Andrés Cunha (Uruguay) |
| 20:40 UTC−5 | 20:40 UTC−5     |          |                 |                       | Quito Publik: 24 000 Domare: Andrés Cunha (Uruguay) | Quito Publik: 24 000 Domare: Andrés Cunha (Uruguay) |

Atlético Tucumán avancerade till tredje omgången med det ackumulerade slutresultatet 3–2.

#### Match C6; Montevideo Wanderers mot The Strongest
|             | 2 februari 2017 | Montevideo Wanderers | 0 – 2           | The Strongest                            | Estadio Centenario                                    |                                                       |
| 19:15 UTC−3 | 19:15 UTC−3     |                      | (0 – 1) Rapport | 9′ Alejandro Chumacero 61′ Matías Alonso | Montevideo Publik: 2 000 Domare: Jorge Osorio (Chile) | Montevideo Publik: 2 000 Domare: Jorge Osorio (Chile) |
| 19:15 UTC−3 | 19:15 UTC−3     |                      |                 |                                          | Montevideo Publik: 2 000 Domare: Jorge Osorio (Chile) | Montevideo Publik: 2 000 Domare: Jorge Osorio (Chile) |
| 19:15 UTC−3 | 19:15 UTC−3     |                      |                 |                                          | Montevideo Publik: 2 000 Domare: Jorge Osorio (Chile) | Montevideo Publik: 2 000 Domare: Jorge Osorio (Chile) |

|             | 9 februari 2017 | The Strongest                                                     | 4 – 0           | Montevideo Wanderers | Estadio Hernando Siles                                 |                                                        |
| 18:15 UTC−4 | 18:15 UTC−4     | Matías Alonso 38′, 59′ Alejandro Chumacero 41′ Diego Bejarano 80′ | (2 – 0) Rapport |                      | La Paz Publik: 16 000 Domare: Roddy Zambrano (Ecuador) | La Paz Publik: 16 000 Domare: Roddy Zambrano (Ecuador) |
| 18:15 UTC−4 | 18:15 UTC−4     |                                                                   |                 |                      | La Paz Publik: 16 000 Domare: Roddy Zambrano (Ecuador) | La Paz Publik: 16 000 Domare: Roddy Zambrano (Ecuador) |
| 18:15 UTC−4 | 18:15 UTC−4     |                                                                   |                 |                      | La Paz Publik: 16 000 Domare: Roddy Zambrano (Ecuador) | La Paz Publik: 16 000 Domare: Roddy Zambrano (Ecuador) |

The Strongest avancerade till tredje omgången med det ackumulerade slutresultatet 6–0.

#### Match C7; Independiente del Valle mot Olimpia
|             | 2 februari 2017 | Independiente del Valle | 1 – 0           | Olimpia | Estadio Rumiñahui                                         |                                                           |
| 19:00 UTC−5 | 19:00 UTC−5     | Juan Pablo Segovia 36′  | (1 – 0) Rapport |         | Sangolquí Publik: 5 000 Domare: Néstor Pitana (Argentina) | Sangolquí Publik: 5 000 Domare: Néstor Pitana (Argentina) |
| 19:00 UTC−5 | 19:00 UTC−5     |                         |                 |         | Sangolquí Publik: 5 000 Domare: Néstor Pitana (Argentina) | Sangolquí Publik: 5 000 Domare: Néstor Pitana (Argentina) |
| 19:00 UTC−5 | 19:00 UTC−5     |                         |                 |         | Sangolquí Publik: 5 000 Domare: Néstor Pitana (Argentina) | Sangolquí Publik: 5 000 Domare: Néstor Pitana (Argentina) |

|             | 9 februari 2017 | Olimpia                                                     | 3 – 1           | Independiente del Valle | Estadio Defensores del Chaco                             |                                                          |
| 20:45 UTC−3 | 20:45 UTC−3     | Julián Benítez 8′ Brian Montenegro 26′ Roque Santa Cruz 81′ | (2 – 1) Rapport | 43′ Gabriel Cortez      | Asunción Publik: 15 000 Domare: Wilmar Roldán (Colombia) | Asunción Publik: 15 000 Domare: Wilmar Roldán (Colombia) |
| 20:45 UTC−3 | 20:45 UTC−3     |                                                             |                 |                         | Asunción Publik: 15 000 Domare: Wilmar Roldán (Colombia) | Asunción Publik: 15 000 Domare: Wilmar Roldán (Colombia) |
| 20:45 UTC−3 | 20:45 UTC−3     |                                                             |                 |                         | Asunción Publik: 15 000 Domare: Wilmar Roldán (Colombia) | Asunción Publik: 15 000 Domare: Wilmar Roldán (Colombia) |

Independiente del Valle avancerade till tredje omgången med det ackumulerade slutresultatet 3–2.

#### Match C8; Deportivo Capiatá mot Universitario
|             | 2 februari 2017 | Deportivo Capiatá   | 1 – 3           | Universitario                                         | Estadio Lic. Erico Galeano Segovia                  |                                                     |
| 21:15 UTC−3 | 21:15 UTC−3     | Roberto Gamarra 69′ | (0 – 2) Rapport | 14′ Alexi Gómez 29′ Hernán Rengifo 82′ Diego Manicero | Capiatá Publik: 12 000 Domare: Omar Ponce (Ecuador) | Capiatá Publik: 12 000 Domare: Omar Ponce (Ecuador) |
| 21:15 UTC−3 | 21:15 UTC−3     |                     |                 |                                                       | Capiatá Publik: 12 000 Domare: Omar Ponce (Ecuador) | Capiatá Publik: 12 000 Domare: Omar Ponce (Ecuador) |
| 21:15 UTC−3 | 21:15 UTC−3     |                     |                 |                                                       | Capiatá Publik: 12 000 Domare: Omar Ponce (Ecuador) | Capiatá Publik: 12 000 Domare: Omar Ponce (Ecuador) |

|             | 9 februari 2017 | Universitario | 0 – 3           | Deportivo Capiatá                           | Estadio Monumental "U"                                 |                                                        |
| 19:15 UTC−5 | 19:15 UTC−5     |               | (0 – 2) Rapport | 13′, 34′ Roberto Gamarra 66′ Dionicio Pérez | Lima Publik: 25 000 Domare: Mauro Vigliano (Argentina) | Lima Publik: 25 000 Domare: Mauro Vigliano (Argentina) |
| 19:15 UTC−5 | 19:15 UTC−5     |               |                 |                                             | Lima Publik: 25 000 Domare: Mauro Vigliano (Argentina) | Lima Publik: 25 000 Domare: Mauro Vigliano (Argentina) |
| 19:15 UTC−5 | 19:15 UTC−5     |               |                 |                                             | Lima Publik: 25 000 Domare: Mauro Vigliano (Argentina) | Lima Publik: 25 000 Domare: Mauro Vigliano (Argentina) |

Deportivo Capiatá avancerade till tredje omgången med det ackumulerade slutresultatet 4–3.

### Tredje omgången
| Tredje kvalomgången – 8 deltagande klubblag | Tredje kvalomgången – 8 deltagande klubblag | Tredje kvalomgången – 8 deltagande klubblag | Tredje kvalomgången – 8 deltagande klubblag | Tredje kvalomgången – 8 deltagande klubblag |
| ------------------------------------------- | ------------------------------------------- | ------------------------------------------- | ------------------------------------------- | ------------------------------------------- |
| Lag 1                                       | Totalt                                      | Lag 2                                       | Möte 1                                      | Möte 2                                      |
| Atlético Paranaense                         | 4–3                                         | Deportivo Capiatá                           | 3–3                                         | 1–0                                         |
| Botafogo                                    | 1–1 (3–1 str.)                              | Olimpia                                     | 1–0                                         | 0–1                                         |
| Unión Española                              | 1–6                                         | The Strongest                               | 1–1                                         | 0–5                                         |
| Junior                                      | 2–3                                         | Atlético Tucumán                            | 1–0                                         | 1–3                                         |

#### Match G1; Atlético Paranese mot Deportivio Capiatá
|             | 15 februari 2017 | Atlético Paranese                                      | 3 – 3           | Deportivio Capiatá                           | Arena da Baixada                                           |                                                            |
| 21:45 UTC−2 | 21:45 UTC−2      | Felipe Gedoz 19′, 58′ (str.) Pablo Felipe Teixeira 84′ | (1 – 1) Rapport | 43′ Gustavo Noguera 52′, 88′ Néstor González | Curitiba Publik: 22 721 Domare: Daniel Fedorczuk (Uruguay) | Curitiba Publik: 22 721 Domare: Daniel Fedorczuk (Uruguay) |
| 21:45 UTC−2 | 21:45 UTC−2      |                                                        |                 |                                              | Curitiba Publik: 22 721 Domare: Daniel Fedorczuk (Uruguay) | Curitiba Publik: 22 721 Domare: Daniel Fedorczuk (Uruguay) |
| 21:45 UTC−2 | 21:45 UTC−2      |                                                        |                 |                                              | Curitiba Publik: 22 721 Domare: Daniel Fedorczuk (Uruguay) | Curitiba Publik: 22 721 Domare: Daniel Fedorczuk (Uruguay) |

|             | 22 februari 2017 | Deportivio Capiatá | 0 – 1           | Atlético Paranese  | Estadio Lic. Erico Galeano Segovia                       |                                                          |
| 21:45 UTC−3 | 21:45 UTC−3      |                    | (0 – 1) Rapport | 11′ Lucho González | Capiatá Publik: 10 000 Domare: Néstor Pitana (Argentina) | Capiatá Publik: 10 000 Domare: Néstor Pitana (Argentina) |
| 21:45 UTC−3 | 21:45 UTC−3      |                    |                 |                    | Capiatá Publik: 10 000 Domare: Néstor Pitana (Argentina) | Capiatá Publik: 10 000 Domare: Néstor Pitana (Argentina) |
| 21:45 UTC−3 | 21:45 UTC−3      |                    |                 |                    | Capiatá Publik: 10 000 Domare: Néstor Pitana (Argentina) | Capiatá Publik: 10 000 Domare: Néstor Pitana (Argentina) |

Atlético Paranaense avancerade till gruppspelet med det ackumulerade slutresultatet 4–3.

#### Match G2; Botafogo mot Olimpia
|             | 15 februari 2017 | Botafogo           | 1 – 0           | Olimpia | Estádio Olímpico João Havelange                                |                                                                |
| 21:45 UTC−2 | 21:45 UTC−2      | Rodrigo Pimpão 36′ | (1 – 0) Rapport |         | Rio de Janeiro Publik: 29 514 Domare: Roddy Zambrano (Ecuador) | Rio de Janeiro Publik: 29 514 Domare: Roddy Zambrano (Ecuador) |
| 21:45 UTC−2 | 21:45 UTC−2      |                    |                 |         | Rio de Janeiro Publik: 29 514 Domare: Roddy Zambrano (Ecuador) | Rio de Janeiro Publik: 29 514 Domare: Roddy Zambrano (Ecuador) |
| 21:45 UTC−2 | 21:45 UTC−2      |                    |                 |         | Rio de Janeiro Publik: 29 514 Domare: Roddy Zambrano (Ecuador) | Rio de Janeiro Publik: 29 514 Domare: Roddy Zambrano (Ecuador) |

|             | 22 februari 2017 | Olimpia                                                  | 1 – 0                      | Botafogo                                          | Estadio Defensores del Chaco                           |                                                        |
| 21:45 UTC−3 | 21:45 UTC−3      | Brian Montenegro 79′                                     | (0 – 0) Rapport            |                                                   | Asunción Publik: 30 000 Domare: Julio Bascuñán (Chile) | Asunción Publik: 30 000 Domare: Julio Bascuñán (Chile) |
| 21:45 UTC−3 | 21:45 UTC−3      |                                                          |                            |                                                   | Asunción Publik: 30 000 Domare: Julio Bascuñán (Chile) | Asunción Publik: 30 000 Domare: Julio Bascuñán (Chile) |
| 21:45 UTC−3 | 21:45 UTC−3      | Richard Ortiz Jorge Mendoza Rodi Ferreira Julián Benítez | Straffsparksläggning 1 – 3 | Fernando Camilo Farias Rodrigo Pimpão Victor Luis | Asunción Publik: 30 000 Domare: Julio Bascuñán (Chile) | Asunción Publik: 30 000 Domare: Julio Bascuñán (Chile) |

Botafogo avancerade till gruppspelet efter straffsparksläggning.

#### Match G3; Unión Española mot The Strongest
|             | 16 februari 2017 | Unión Española     | 1 – 1           | The Strongest           | Estadio Santa Laura-Universidad SEK                          |                                                              |
| 21:00 UTC−3 | 21:00 UTC−3      | Diego Churín 90+2′ | (0 – 1) Rapport | 27′ Alejandro Chumacero | Independencia Publik: 9 000 Domare: Wilmar Roldán (Colombia) | Independencia Publik: 9 000 Domare: Wilmar Roldán (Colombia) |
| 21:00 UTC−3 | 21:00 UTC−3      |                    |                 |                         | Independencia Publik: 9 000 Domare: Wilmar Roldán (Colombia) | Independencia Publik: 9 000 Domare: Wilmar Roldán (Colombia) |
| 21:00 UTC−3 | 21:00 UTC−3      |                    |                 |                         | Independencia Publik: 9 000 Domare: Wilmar Roldán (Colombia) | Independencia Publik: 9 000 Domare: Wilmar Roldán (Colombia) |

|             | 23 februari 2017 | The Strongest                                                                 | 5 – 0           | Unión Española | Estadio Hernando Siles                                   |                                                          |
| 20:00 UTC−4 | 20:00 UTC−4      | Wálter Veizaga 11′ Alejandro Chumacero 23′ Pablo Daniel Escobar 50′, 72′, 77′ | (2 – 0) Rapport |                | La Paz Publik: 23 000 Domare: Enrique Cáceres (Paraguay) | La Paz Publik: 23 000 Domare: Enrique Cáceres (Paraguay) |
| 20:00 UTC−4 | 20:00 UTC−4      |                                                                               |                 |                | La Paz Publik: 23 000 Domare: Enrique Cáceres (Paraguay) | La Paz Publik: 23 000 Domare: Enrique Cáceres (Paraguay) |
| 20:00 UTC−4 | 20:00 UTC−4      |                                                                               |                 |                | La Paz Publik: 23 000 Domare: Enrique Cáceres (Paraguay) | La Paz Publik: 23 000 Domare: Enrique Cáceres (Paraguay) |

The Strongest avancerade till gruppspelet med det ackumulerade slutresultatet 6–1.

#### Match G4; Junior mot Atlético Tucumán
|             | 16 februari 2017 | Junior              | 1 – 0           | Atlético Tucumán | Estadio Jaime Morón León                                 |                                                          |
| 17:15 UTC−5 | 17:15 UTC−5      | Robinson Aponzá 71′ | (0 – 0) Rapport |                  | Cartagena Publik: 3 733 Domare: Sandro Ricci (Brasilien) | Cartagena Publik: 3 733 Domare: Sandro Ricci (Brasilien) |
| 17:15 UTC−5 | 17:15 UTC−5      |                     |                 |                  | Cartagena Publik: 3 733 Domare: Sandro Ricci (Brasilien) | Cartagena Publik: 3 733 Domare: Sandro Ricci (Brasilien) |
| 17:15 UTC−5 | 17:15 UTC−5      |                     |                 |                  | Cartagena Publik: 3 733 Domare: Sandro Ricci (Brasilien) | Cartagena Publik: 3 733 Domare: Sandro Ricci (Brasilien) |

|             | 23 februari 2017 | Atlético Tucumán                                                 | 3 – 1           | Junior                  | Estadio Monumental José Fierro                        |                                                       |
| 19:15 UTC−3 | 19:15 UTC−3      | Rodrigo Aliendro 19′ Cristian Menéndez 23′ Fernando Zampedri 28′ | (3 – 0) Rapport | 83′ Sebastián Hernández | Tucumán Publik: 35 000 Domare: Víctor Carrillo (Peru) | Tucumán Publik: 35 000 Domare: Víctor Carrillo (Peru) |
| 19:15 UTC−3 | 19:15 UTC−3      |                                                                  |                 |                         | Tucumán Publik: 35 000 Domare: Víctor Carrillo (Peru) | Tucumán Publik: 35 000 Domare: Víctor Carrillo (Peru) |
| 19:15 UTC−3 | 19:15 UTC−3      |                                                                  |                 |                         | Tucumán Publik: 35 000 Domare: Víctor Carrillo (Peru) | Tucumán Publik: 35 000 Domare: Víctor Carrillo (Peru) |

Atlético Tucumán avancerade till gruppspelet med det ackumulerade slutresultatet 3–2.